# جان اف. آر. سیتز
سرلشکر جان فرانسیس رجیس "جف" سیتز (۲۲ مه ۱۹۰۸ - ۱۰ اکتبر ۱۹۷۸) افسر ارتش ایالات متحده بود که پس از خدمت در جنگ جهانی دوم و جنگ کره، در سال ۱۹۶۶ به عنوان معاون فرمانده ارتش اول ایالات متحده آمریکا بازنشسته شد. سیتز در سال ۱۹۲۹ از آکادمی نظامی ایالات متحده در وست پوینت، نیویورک فارغ‌التحصیل شد. او قبل از فرماندهی یک گردان در پادگان شوفیلد، باراکس در اوآهو، هاوایی، در ۷ دسامبر ۱۹۴۱، در طول حمله ژاپن به پرل هاربر، در چندین مأموریت خدمت کرد. پس از ورود ایالات متحده به جنگ جهانی دوم، سیتز از اوایل ۱۹۴۲ تا اواخر ۱۹۴۳ در سمت‌های مهم ستادی خدمت کرد. او به خاطر خدمتش به عنوان سرهنگ فرمانده بیست و ششمین هنگ پیاده نظام ایالات متحده در نبرد در جبهه اروپایی جنگ جهانی دوم برای بیشتر مدت باقی‌مانده از جنگ، که به ویژه برجسته بود، مفتخر به دریافت نشان‌های افتخار شد.
از جمله مناصب سیتز پس از خدمت در کره و قبل از انتصاب به عنوان معاون فرمانده ارتش اول ایالات متحده، می‌توان به این موارد اشاره کرد:
- فرمانده کمپ کیلمر، نیوجرسی و رئیس ناحیه نظامی نیوجرسی، از ۱۹۵۴ تا ۱۹۵۶؛
- رئیس گروه مشاوره کمک نظامی، ایران، ۱۹۵۶–۱۹۵۸؛
- رئیس ستاد ارتش اول ایالات متحده در فورت جی در جزیره فرمانداران، نیویورک ۱۹۵۸–۱۹۶۱؛
- و رئیس ستاد نیروهای متفقین سازمان پیمان آتلانتیک شمالی (ناتو)، اروپای جنوبی ۱۹۶۲–۱۹۶۴.

## گروه مشاوره کمک نظامی، ایران
سیتز از سال ۱۹۵۶ تا ۱۹۵۸ به عنوان رئیس گروه مشاوره کمک نظامی ایران منصوب شد. در سندی که در سال ۲۰۱۵ از طبقه‌بندی خارج شد، سیتز در جلسه مشاوران نظامی در کراچی پاکستان اظهار داشت که از کُندی ارسال کمک‌های نظامی به ایران شرمنده است.
سیتز شکایاتی را در مورد بودجه ناکافی، تأخیر در تحویل هواپیماها، تأخیر در پروژه‌های ساختمانی و سفارش‌های متناقض بازگو کرد. سیتز همچنین گفت که تمایل شاه به مدیریت جزئی پروژه‌ها و اقتصاد ضعیف ایران نیز از مشکلات بود. حمایت ایالات متحده از ایران در سال‌های بعد افزایش یافت. این نکات، با جزئیات بیشتر، در یادداشتی برای ثبت، تهیه شده توسط سرلشکر سیتز، مورخ ۳ ژانویه ۱۹۵۷ در تهران، آمده است.

## زندگی شخصی

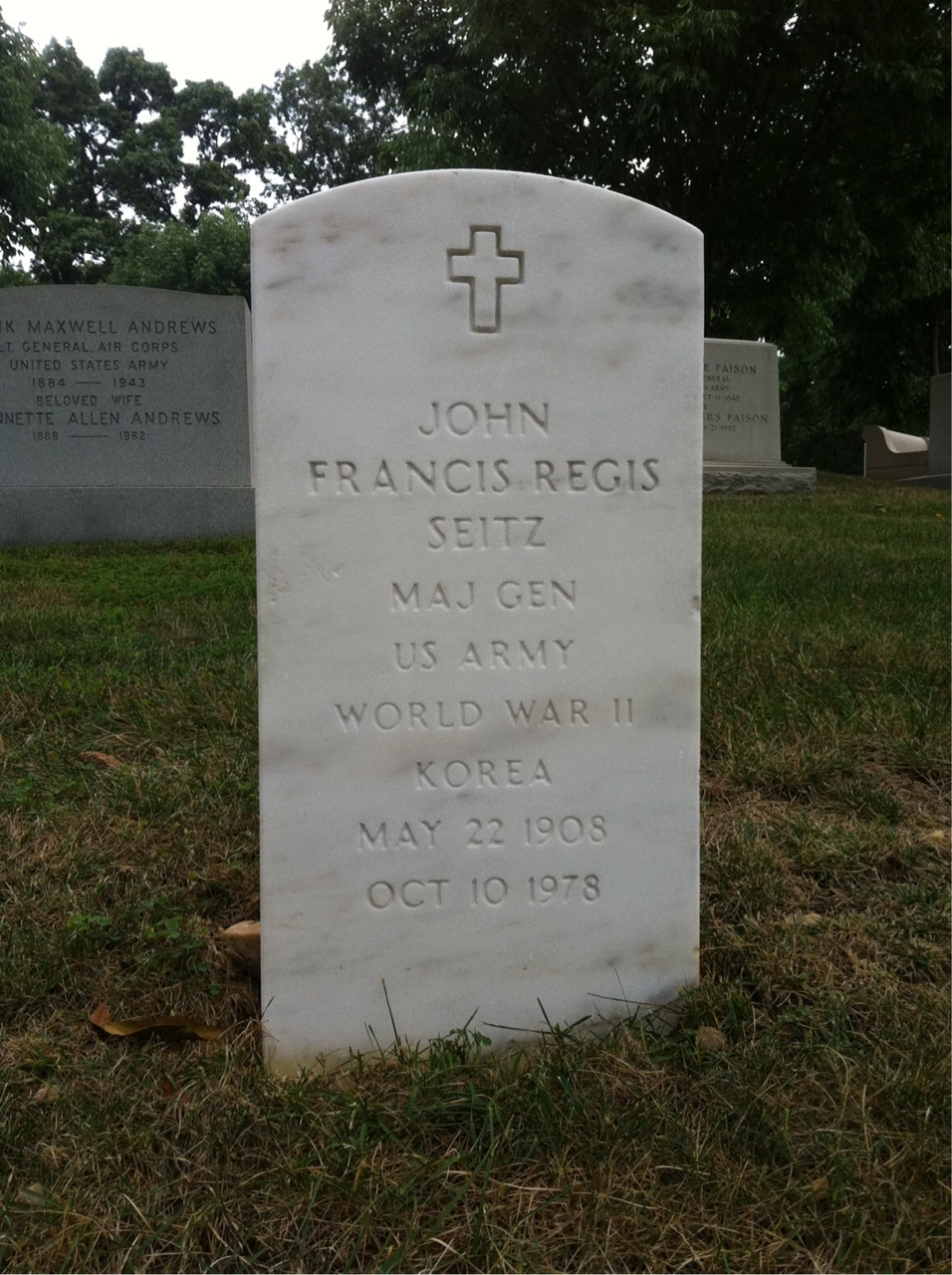
آرامگاه سیتز در گورستان ملی آرلینگتون

جف سیتز در سال ۱۹۳۱ با هلن هاردنبرگ ازدواج کرد. آنها سه فرزند داشتند، جان فرانسیس رجیس سیتز جونیور، هلن سیتز پترسون و ریموند جی. اچ. سیتز. هلن هاردنبرگ سیتز در ژانویه ۱۹۵۳ بر اثر سرطان درگذشت. در سال ۱۹۵۶، سیتز با بازیگر آمریکایی جسی رویس لندیس (که خانواده او را "رویس" و نوه‌هایش او را "رویسی" صدا می‌زدند) در تهران ایران ازدواج کرد. پس از بازنشستگی سیتز در سال ۱۹۶۶، او و رویس یک آپارتمان در شهر نیویورک و یک خانه در ریجفیلد کنتیکت داشتند. در اوایل سال ۱۹۷۲، رویس نیز بر اثر سرطان درگذشت. بعداً در همان سال، سیتز دچار سکته مغزی شد و پس از آن تا آخر عمر به مراقبت در خانه سالمندان نیاز داشت.